# LaToya Pringle
LaToya Antoinette Pringle, coniugata Sanders, detta Lara (Norimberga, 11 settembre 1986), è un'ex cestista e allenatrice di pallacanestro statunitense naturalizzata turca, professionista nella WNBA.

## Carriera
È stata selezionata dalle Phoenix Mercury al primo giro del Draft WNBA 2008 (13ª scelta assoluta).
Con la Turchia ha disputato i Campionati mondiali del 2014, i Campionati europei del 2015 e i Giochi olimpici di Rio de Janeiro 2016.

## Palmarès
- Campionato WNBA: 1

Washington Mystics: 2019